# Georgiana Viou
Georgiana Viou, née le 10 novembre 1977 à Cotonou, est une cheffe cuisinière étoilée et écrivaine française d'origine béninoise. Sa cuisine s'inspire des plats du Bénin et de ceux du Sud de la France.
Elle participe à plusieurs émissions culinaires, publie des ouvrages sur la cuisine et est la cheffe du restaurant « Rouge » à Nîmes, après « Chez Georgiana » qu'elle a fermé. 
Après avoir été candidate dans la première saison de l’émission de téléréalité culinaire MasterChef, elle revient dans le programme, douze ans plus tard, en tant que membre du jury.

## Biographie
Georgiana Viou est née en 1977 dans la ville de Cotonou au Bénin.

### Études
Elle étudie à l'université Paris-Sorbonne, où elle interrompt sa licence en littérature et civilisations étrangères pour embrasser sa passion pour la cuisine. Elle obtient plus tard en candidat libre un CAP Cuisine.

### Vie professionnelle
Georgiana Viou apprend les bases de la cuisine chez Levy et Sendra entre autres. Sa cuisine s’inspire du terroir marseillais, de son pays natal le Bénin et de ses voyages. Elle décroche le 6 mars 2023 avec le restaurant « Rouge » à Nîmes sa première étoile au Guide Michelin,.

#### Émission culinaire
Elle participe en 2008, à l’émission Un dîner presque parfait sur M6. En 2009, elle décroche la troisième place du prix culinaire le Taittinger des Cordons Bleus. En 2010, elle participe à la première saison de MasterChef sur TF1 et arrive parmi les finalistes.
Elle participe à plusieurs évènements en France et à l'étranger, notamment sur Goût de/Good France, Food and Fun Festival, Les Accords au Féminin chez Taittinger, We Eat Africa, Le Banquet Scientifique de L'ESAD.
En 2022, elle fait partie du jury de la nouvelle version de MasterChef sur France 2 aux côtés de Thierry Marx et Yves Camdeborde.

#### Restauration
Georgiana Viou commence par ouvrir son atelier nommé « L’Atelier de Georgiana » à Marseille en 2011. Des cours de cuisine y étaient dispensés et elle y proposait aussi une formule déjeuner en version table d'hôtes et cuisine ouverte. La taille insuffisante de la salle la pousse cependant à fermer.
Elle rencontre ensuite en 2013 un producteur avec qui elle tourne Georgiana chez vous puis monte un projet de restaurant. « Chez Georgiana » ouvre ses portes en février 2015,. Elle remporte en cette même année avec son restaurant le Trophée Jeunes Talents et deux toques au Gault & Millau à Marseille,. En 2016, les associés ne s'entendant plus, le restaurant ferme. Elle accompagne par la suite Florent Manaudou dans l'ouverture de son restaurant « La Piscine » en se chargeant de la carte du restaurant,. 
En 2021, elle s'épanouit au restaurant « Rouge » au sein du Margaret Hôtel Chouleur à Nîmes, où elle est gratifiée du prix Grand de Demain décerné par le Guide Jaune. En 2022, Georgiana Viou est nommée cheffe du restaurant où elle réalise des recettes singulières, et décroche en 2023 une étoile Michelin.
Depuis elle signe aussi la carte du Sofitel de Cotonou.

#### Littérature culinaire
Elle publie en mai 2011, son livre Ma cuisine marseillaise, un ensemble de recettes typiques marseillaises mais retravaillées.  En 2021, elle publie son ouvrage Le Goût de Cotonou : ma cuisine du Bénin.

## Ouvrages
- Georgiana Viou, Ma cuisine de Marseille, Paris, HC éd, dl 2011, 62 p. (ISBN 978-2-35720-064-7, 2-35720-064-2 et 2-911207-52-1, OCLC 762666336, présentation en ligne)
- Georgiana Viou ; textes de Mayalen Zubillaga ; photographies de Maki Manoukian, Le Goût de Cotonou : ma cuisine du Bénin, Levallois-Perret, Ducasse édition, 2021, 255 p.  (ISBN 978-2-37945-065-5)